# Брокштедт
Брокштедт (нім. Brokstedt) — громада в Німеччині, розташована в землі Шлезвіг-Гольштейн. Входить до складу району Штайнбург. Складова частина об'єднання громад Келлінгузен.
Площа — 12,62 км2. Населення становить 2069 ос. (станом на 31 грудня 2020).